# Les Isles-Bardel
Les Isles-Bardel es una comuna francesa situada en el departamento de Calvados, en la región de Normandía.

## Demografía
| 120 | 101 | 80 | 64 | 42 | 58 | 63 |
| Para los censos de 1962 a 1999 la población legal corresponde a la población sin duplicidades (Fuente: INSEE [Consultar]) |     |    |    |    |    |    |